# Luisa Pruská (1838–1923)

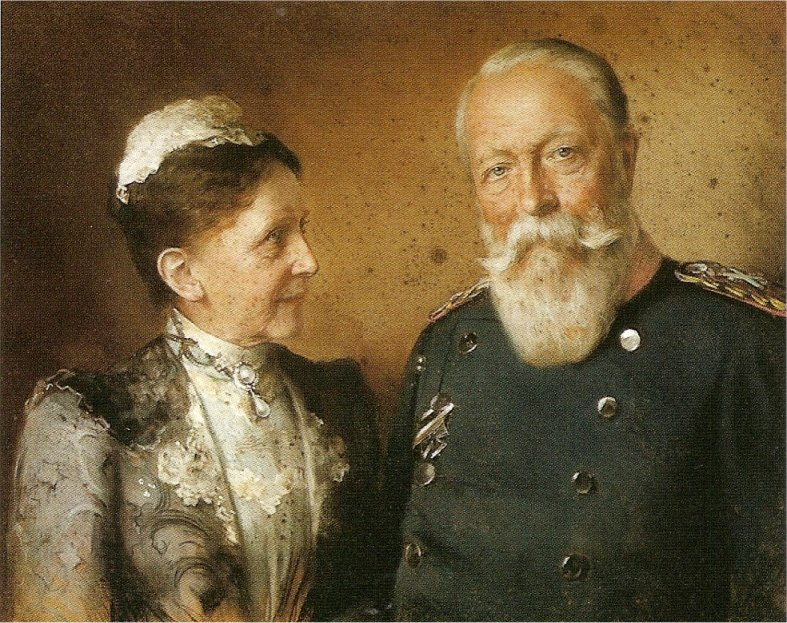
Velkovévoda Fridrich I. a velkovévodkyně Luisa. Dvojportrét z roku 1902

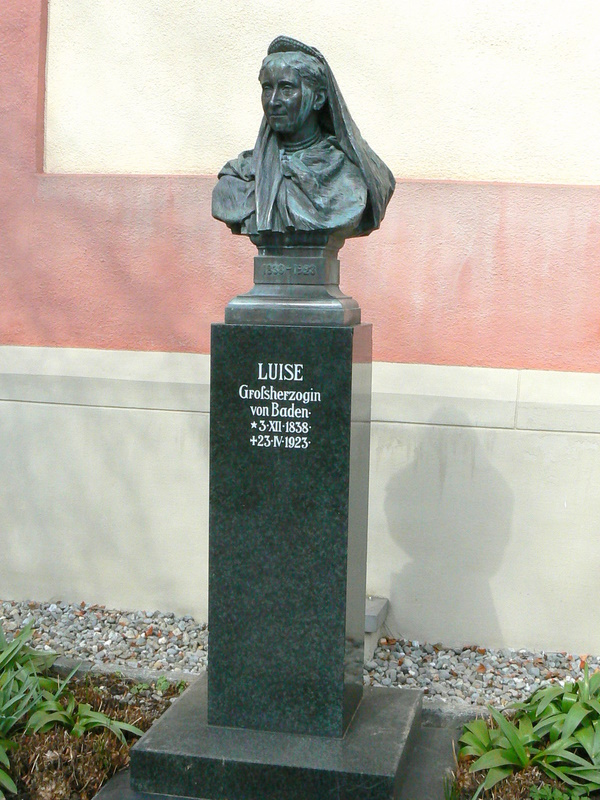
Busta velkovévodkyně Luisy na ostrově Mainau v Bodamském jezeře, kde žila v letech 1918 a 1919

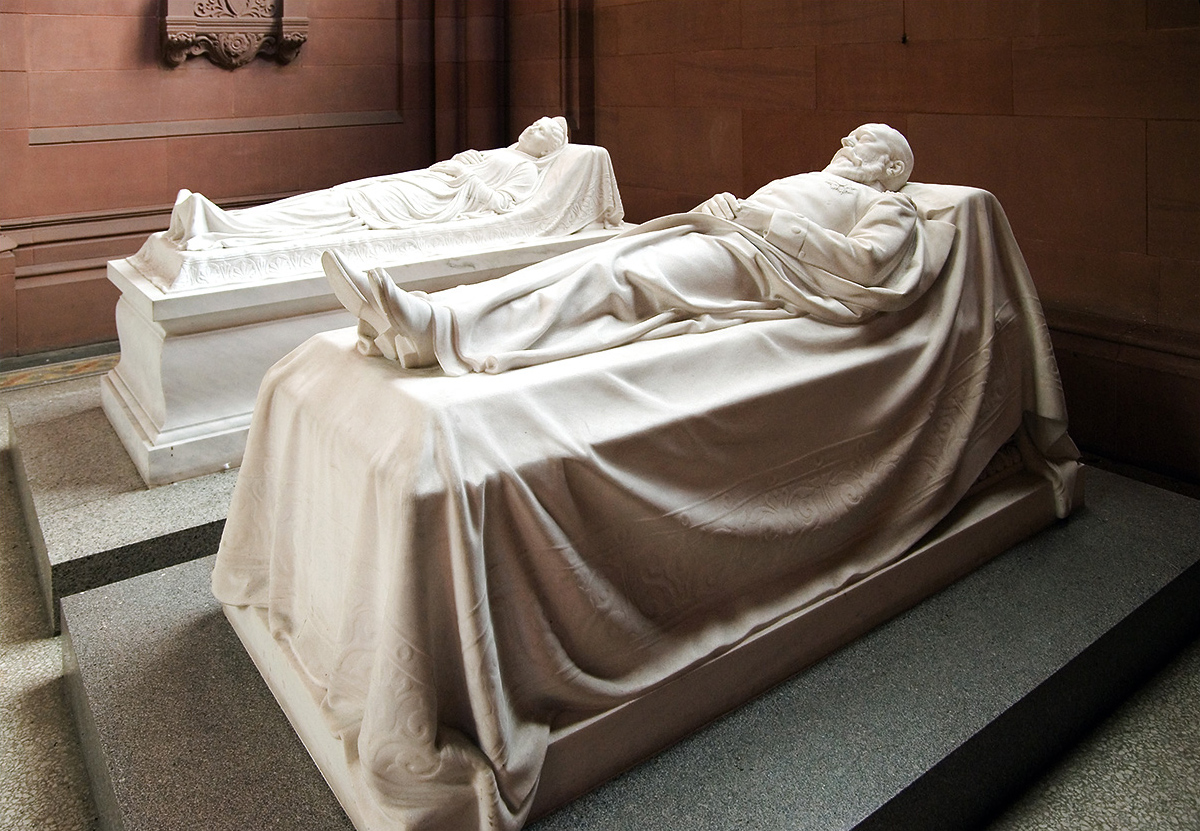
Náhrobek velkovévody Fridricha I. a jeho manželky v knížecí pohřební kapli v Karlsruhe

Princezna Luisa Pruská, plným jménem německy Prinzessin Luise Marie Elisabeth von Preußen (3. prosince 1838, Berlin – 23. dubna 1923, Baden-Baden), byla rodem pruská princezna, členka dynastie Hohenzollernů, a sňatkem s bádenským velkovévodou Fridrichem I. bádenská velkovévodkyně.

## Biografie

### Původ, mládí
Princezna Luisa se narodila jako jediná dcera prince Viléma Pruského, pozdějšího německého císaře Viléma I. (1797–1888), a jeho manželky, princezny Augusty Sasko-Výmarské (1811–1890), druhé dcery saského velkovévody Karla Fridricha Sasko-Výmarského a jeho manželky, ruské velkokněžny Marie Pavlovny, dcery ruského cara Pavla I. Jejími prarodiči z matčiny strany tak byli ruský car Pavel I. a jeho manželka Marie Fjodorovna, původem württemberská princezna, prarodiče z otcovy strany pak byli pruský král Fridrich Vilém III. a jeho manželka Luisa Meklenbursko-Střelická.
Spolu se svým starším bratrem Fridrichem Vilémem, pozdějším německým císařem Fridrichem III. (1831–1888), vyrůstala Luisa v Berlíně, kde jako devítileté děvče zažila výbuch revoluce roku 1848. Její otec Vilém tvrdě povstání potlačil ostřelováním Berlína; díky tomu si vysloužil přezdívku Kartätschenprinz (Kartáčový princ). V důsledku toho se stal v Prusku velmi nepopulárním a na radu bratra odjel do Londýna, v roce 1849 pak byl jmenován generálním guvernérem provincií Porýní a Vestfálsko a v únoru následujícího roku 1850 ho do nového sídla v bývalém kurfiřtském paláci v Koblenzi následovala celá rodina.
Luisa byla vzdělávána významnými učenci, které pro ni vybrala matka, ve vědeckém duchu a ke "knížecím ctnostem"; k tomu kromě jiného náležely jak návštěvy sirotčinců a nemocnic, tak účast na dobročinných akcích. To se výrazně odrazilo v jejích pozdějších aktivitách. Od roku 1850 jezdila princezna každoročně na letní pobyt do Baden-Badenu. Jen několik týdnů po konfirmaci, kterou slavila v květnu roku 1855 v zámecké kapli zámku Charlottenburg, byla seznámena s tehdejším bádenským princem regentem Fridrichem (1826–1907). Ještě v září téhož roku bylo v Koblenzi oficiálně oznámeno jejich zasnoubení.

### Manželství a potomci
20. září roku 1856, několik týdnů po Fridrichově prohlášení bádenským velkovévodou, se konala v berlínském městském zámku jejich svatba. Velkovévoda Fridrich byl až druhým synem velkovévody Leopolda I. Bádenského a princezny Sofie Švédské, jeho starší bratr však byl duševně nemocen a po dvou letech regentství nastoupil na bádenský trůn Fridrich. Z manželství Luisy a Fridricha se narodily tři děti, dva synové a dcera:
- Fridrich II. Bádenský (9. července 1857 – 8. srpna 1928), zvaný Fritz, poslední bádenský velkovévoda, ⚭ 1885 Hilda Nasavská (5. listopadu 1864 – 8. února 1952)
- Viktorie Bádenská (7. srpna 1862 – 4. dubna 1930), zvaná Vicky, ⚭ 1881 švédský princ Gustav, budoucí švédský král Gustav V. (16. června 1858 – 29. října 1950)
- Ludvík Bádenský (12. června 1865 – 23. února 1888), zemřel v třiadvaceti letech svobodný a bezdětný (oficiálně na zápal plic, neoficiální prameny však uvádějí jako příčinu smrti zranění utržená v souboji)

### Pozdní léta
Luisa, stejně jako její švagrová, britská princezna a německá císařovna Viktorie, byly v opozici vůči kancléři Bismarckovi.
V roce 1859 založila velkovévodkyně v Karlsruhe první Bádenský ženský spolek, předchůdce sesterstva Červeného kříže Roku 1871 byla vyznamenána württemberským Řádem Olgy .
20. září roku 1881 (v den stříbrné svatby velkovévodského páru), se konala svatba dcery Viktorie se švédským korunním princem Gustavem, pozdějším švédským králem Gustavem V. Roku 1885 se oženil následník trůnu princ Fridrich s princeznou Hildou von Nassau, nejmladší dcerou lucemburského a nasavského vévody Adolfa.
Když se roku 1888 vekovévodský pár vracel z pobytu v San Remu, zastihla je v Basileji nečekaná, šokující tragická zpráva o smrti jejich druhorozeného syna Ludvíka Viléma, který zemřel 23. února ve věku 23 let na zápal plic. To alespoň byla oficiální příčina úmrtí; proslýchalo se však, že ve skutečnosti zemřel na následky zranění utržených v souboji. Bezprostředně poté, 9. března, zemřel Luisin otec, císař Vilém I., jen tři měsíce poté jej následoval její již delší dobu těžce nemocný bratr, císař Fridrich III. O dva roky později (7. ledna 1890) ztratila Luisa i svou matku, císařovnu Augustu. Nepochybně i v souvislosti s těmito ranami postihly Luisu zdravotní problémy. Dlouhodobé potíže se zrakem zmírnila operace v roce 1897.
Velkovévodkyni čekaly ještě dvě velké oslavy: 9. září roku 1906 to byly osmdesátiny jejího manžela a jen několik týdnů poté oslava jejich zlaté svatby. O rok později, 28. září roku 1907, Luisin manžel zemřel
V listopadu roku 1918 vedla vojenská porážka Německa i k pádu monarchie v Německu. Po útěku ze svého sídla a po krátkém mezipobytu na zámku Zwingerburg na Neckaru a na zámku Langenstein v Hegau žila Luisa krátce na ostrově Mainau, dokud nemohla přesídlit do zámku Baden-Baden. Zde zemřela 23. dubna roku 1924 ve věku 84 let. K poslednímu odpočinku byla uložena po boku svého manžela a syna Ludvíka Viléma ve velkovévodské pohřební kapli v Karlsruhe.

### Památka
K jejím 58. narozeninám věnovali Luise mannheimští nově vzniklý velký park a nazvali ho jejím jménem. Dnes se o něm hovoří jako o nejkrásnějším parku Evropy. V roce 1917 jí lékařská fakulta v Karlsruhe udělila čestný doktorát.

## Vývod z předků
|              |                                          |  |                                             |                                                  |  |  |  |  |  |  |  | August Vilém Pruský |
|              |                                          |  |                                             |                                                  |  |  |  |  |  |  |  |                     |
|              | Fridrich Vilém II.                       |  |                                             |                                                  |  |  |  |  |  |  |  |                     |
|              |                                          |  |                                             |                                                  |  |  |  |  |  |  |  |                     |
|              |                                          |  |                                             | Luisa Amálie Brunšvicko-Wolfenbüttelská          |  |  |  |  |  |  |  |                     |
|              |                                          |  |                                             |                                                  |  |  |  |  |  |  |  |                     |
|              | Fridrich Vilém III.                      |  |                                             |                                                  |  |  |  |  |  |  |  |                     |
|              |                                          |  |                                             |                                                  |  |  |  |  |  |  |  |                     |
|              |                                          |  |                                             | Ludvík IX. Hesensko-Darmstadtský                 |  |  |  |  |  |  |  |                     |
|              |                                          |  |                                             |                                                  |  |  |  |  |  |  |  |                     |
|              | Frederika Luisa Hesensko-Darmstadtská    |  |                                             |                                                  |  |  |  |  |  |  |  |                     |
|              |                                          |  |                                             |                                                  |  |  |  |  |  |  |  |                     |
|              |                                          |  |                                             | Karolína Falcko-Zweibrückenská                   |  |  |  |  |  |  |  |                     |
|              |                                          |  |                                             |                                                  |  |  |  |  |  |  |  |                     |
|              | Vilém I. Pruský                          |  |                                             |                                                  |  |  |  |  |  |  |  |                     |
|              |                                          |  |                                             |                                                  |  |  |  |  |  |  |  |                     |
|              |                                          |  |                                             | Karel Ludvík Fridrich Meklenbursko-Střelický     |  |  |  |  |  |  |  |                     |
|              |                                          |  |                                             |                                                  |  |  |  |  |  |  |  |                     |
|              | Karel II. Meklenbursko-Střelický         |  |                                             |                                                  |  |  |  |  |  |  |  |                     |
|              |                                          |  |                                             |                                                  |  |  |  |  |  |  |  |                     |
|              |                                          |  |                                             | Alžběta Sasko-Hildburghausenská                  |  |  |  |  |  |  |  |                     |
|              |                                          |  |                                             |                                                  |  |  |  |  |  |  |  |                     |
|              | Luisa Meklenbursko-Střelická             |  |                                             |                                                  |  |  |  |  |  |  |  |                     |
|              |                                          |  |                                             |                                                  |  |  |  |  |  |  |  |                     |
|              |                                          |  |                                             | Jiří Vilém Hesensko-Darmstadtský                 |  |  |  |  |  |  |  |                     |
|              |                                          |  |                                             |                                                  |  |  |  |  |  |  |  |                     |
|              | Frederika Hesensko-Darmstadtská          |  |                                             |                                                  |  |  |  |  |  |  |  |                     |
|              |                                          |  |                                             |                                                  |  |  |  |  |  |  |  |                     |
|              |                                          |  |                                             | Marie Luisa Leiningensko-Falkenbursko-Dagsburská |  |  |  |  |  |  |  |                     |
|              |                                          |  |                                             |                                                  |  |  |  |  |  |  |  |                     |
| Luisa Pruská |                                          |  |                                             |                                                  |  |  |  |  |  |  |  |                     |
|              |                                          |  |                                             |                                                  |  |  |  |  |  |  |  |                     |
|              |                                          |  | Arnošt August II. Sasko-Výmarsko-Eisenašský |                                                  |  |  |  |  |  |  |  |                     |
|              |                                          |  |                                             |                                                  |  |  |  |  |  |  |  |                     |
|              | Karel August Sasko-Výmarsko-Eisenašský   |  |                                             |                                                  |  |  |  |  |  |  |  |                     |
|              |                                          |  |                                             |                                                  |  |  |  |  |  |  |  |                     |
|              |                                          |  |                                             | Anna Amálie Brunšvicko-Wolfenbüttelská           |  |  |  |  |  |  |  |                     |
|              |                                          |  |                                             |                                                  |  |  |  |  |  |  |  |                     |
|              | Karel Fridrich Sasko-Výmarsko-Eisenašský |  |                                             |                                                  |  |  |  |  |  |  |  |                     |
|              |                                          |  |                                             |                                                  |  |  |  |  |  |  |  |                     |
|              |                                          |  |                                             | Ludvík IX. Hesensko-Darmstadtský                 |  |  |  |  |  |  |  |                     |
|              |                                          |  |                                             |                                                  |  |  |  |  |  |  |  |                     |
|              | Luisa Hesensko-Darmstadtská              |  |                                             |                                                  |  |  |  |  |  |  |  |                     |
|              |                                          |  |                                             |                                                  |  |  |  |  |  |  |  |                     |
|              |                                          |  |                                             | Karolína Falcko-Zweibrückenská                   |  |  |  |  |  |  |  |                     |
|              |                                          |  |                                             |                                                  |  |  |  |  |  |  |  |                     |
|              | Augusta Sasko-Výmarská                   |  |                                             |                                                  |  |  |  |  |  |  |  |                     |
|              |                                          |  |                                             |                                                  |  |  |  |  |  |  |  |                     |
|              |                                          |  |                                             | Petr III. Ruský                                  |  |  |  |  |  |  |  |                     |
|              |                                          |  |                                             |                                                  |  |  |  |  |  |  |  |                     |
|              | Pavel I. Ruský                           |  |                                             |                                                  |  |  |  |  |  |  |  |                     |
|              |                                          |  |                                             |                                                  |  |  |  |  |  |  |  |                     |
|              |                                          |  |                                             | Kateřina II. Veliká                              |  |  |  |  |  |  |  |                     |
|              |                                          |  |                                             |                                                  |  |  |  |  |  |  |  |                     |
|              | Marie Pavlovna Romanovová                |  |                                             |                                                  |  |  |  |  |  |  |  |                     |
|              |                                          |  |                                             |                                                  |  |  |  |  |  |  |  |                     |
|              |                                          |  |                                             | Fridrich II. Evžen Württemberský                 |  |  |  |  |  |  |  |                     |
|              |                                          |  |                                             |                                                  |  |  |  |  |  |  |  |                     |
|              | Žofie Dorota Württemberská               |  |                                             |                                                  |  |  |  |  |  |  |  |                     |
|              |                                          |  |                                             |                                                  |  |  |  |  |  |  |  |                     |
|              |                                          |  |                                             | Bedřiška Braniborsko-Schwedtská                  |  |  |  |  |  |  |  |                     |
|              |                                          |  |                                             |                                                  |  |  |  |  |  |  |  |                     |